# 세간정
세간정(중국어 정체자: 世間情, 병음: Shìjiānqíng, 영어: Ordinary Love)은 2013년 11월 21일부터 2015년 7월 28일까지 SET 타이완 채널에서 방송한 드라마이다.

## 등장 인물
- 셰청쥔: 두루이펑(杜瑞峰), 우취안성(吳全勝) 역
- 쩡관팅: 판샤오빙(范小冰), 궈자자(郭佳佳) 역
- 천관린: 커잔훙(柯展弘) 역
- 리옌: 자오이슈(趙怡琇), 주후이차오(朱卉喬) 역
- 리이: 셰쯔치(謝子奇) 역
- 천페이치: 장샤오팅(江曉婷) 역
- 쑨셰즈: 두웨이바이(杜瑋柏), 예웨이바이(葉玮柏) 역
- 한위: 주뤄위(朱若妤) 역
- 장궈빈: 두런더(杜仁德) 역
- 룽사오화: 커지바(柯吉霸) 역
- 쑨셰즈: 두웨이바이(杜瑋柏), 예웨이바이(葉玮柏) 역
- 뤼쉐펑: 우수펀(吳淑芬) 역
- 린웨이쥔: 예젠잉(葉劍英) 역
- 선스펑: 쑨젠팅(孫建廷) 역
- 리량진: 팡쓰야오(方思瑤) 역